# Кесак-ле-Винь
Кеса́к-ле-Винь (фр. Queyssac-les-Vignes, окс. Caissac las Vinhas) — коммуна во Франции, находится в регионе Лимузен. Департамент — Коррез. Входит в состав кантона Больё-сюр-Дордонь. Округ коммуны — Брив-ла-Гайярд.
Код INSEE коммуны — 19170.
Коммуна расположена приблизительно в 440 км к югу от Парижа, в 110 км южнее Лиможа, в 34 км к югу от Тюля.

## Население
Население коммуны на 2008 год составляло 192 человека.
| 1962 | 1968 | 1975 | 1982 | 1990 | 1999 | 2008 |
| ---- | ---- | ---- | ---- | ---- | ---- | ---- |
| 203  | 253  | 222  | 213  | 191  | 180  | 192  |

## Экономика
В 2007 году среди 112 человек в трудоспособном возрасте (15-64 лет) 90 были экономически активными, 22 — неактивными (показатель активности — 80,4 %, в 1999 году было 80,0 %). Из 90 активных работали 83 человека (46 мужчин и 37 женщин), безработных было 7 (4 мужчин и 3 женщины). Среди 22 неактивных 3 человека были учениками или студентами, 9 — пенсионерами, 10 были неактивными по другим причинам.

## Достопримечательности
- Усадьба Баттю (XVI—XVII века). Памятник истории с 1971 года[3]

## Фотогалерея

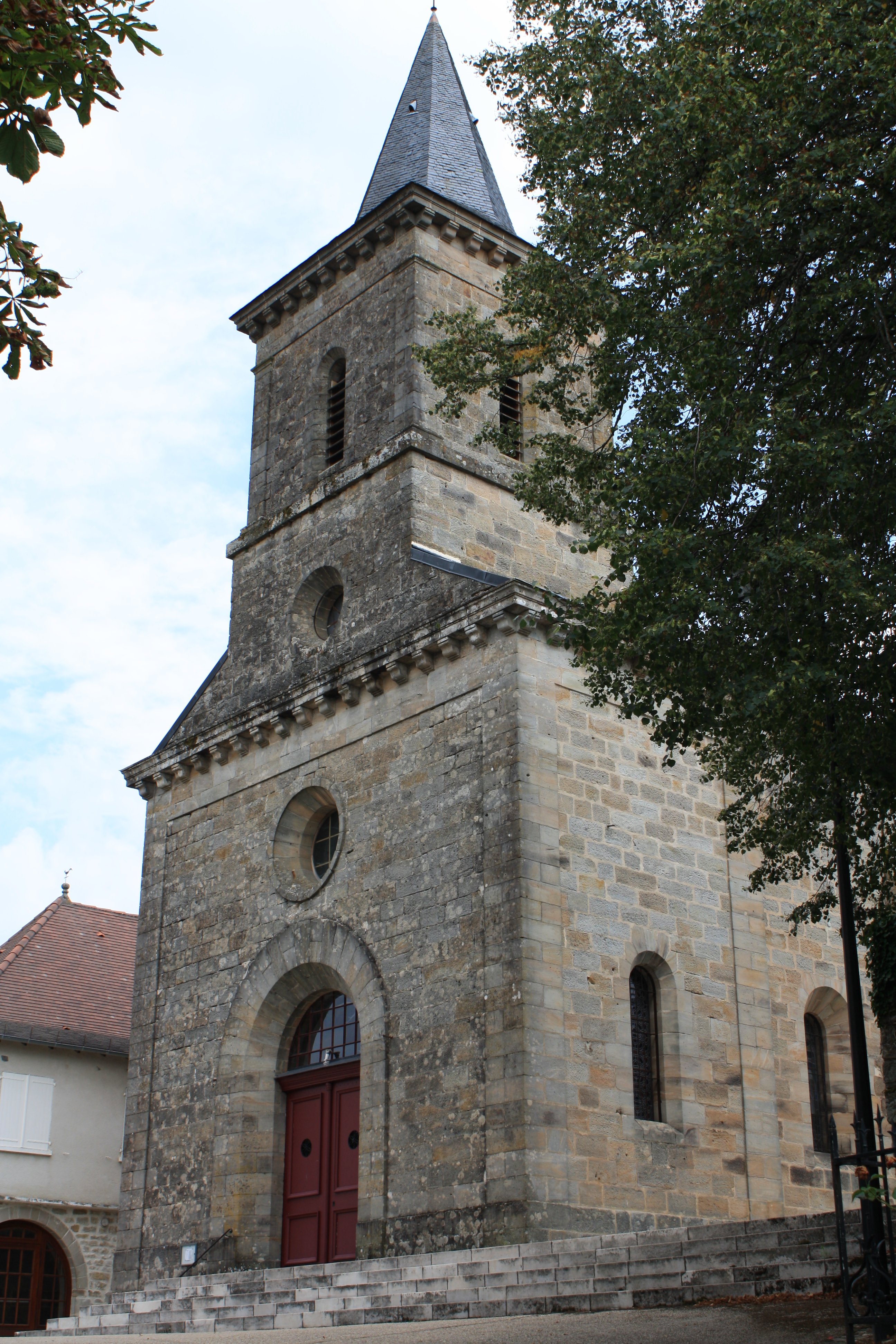
Церковь
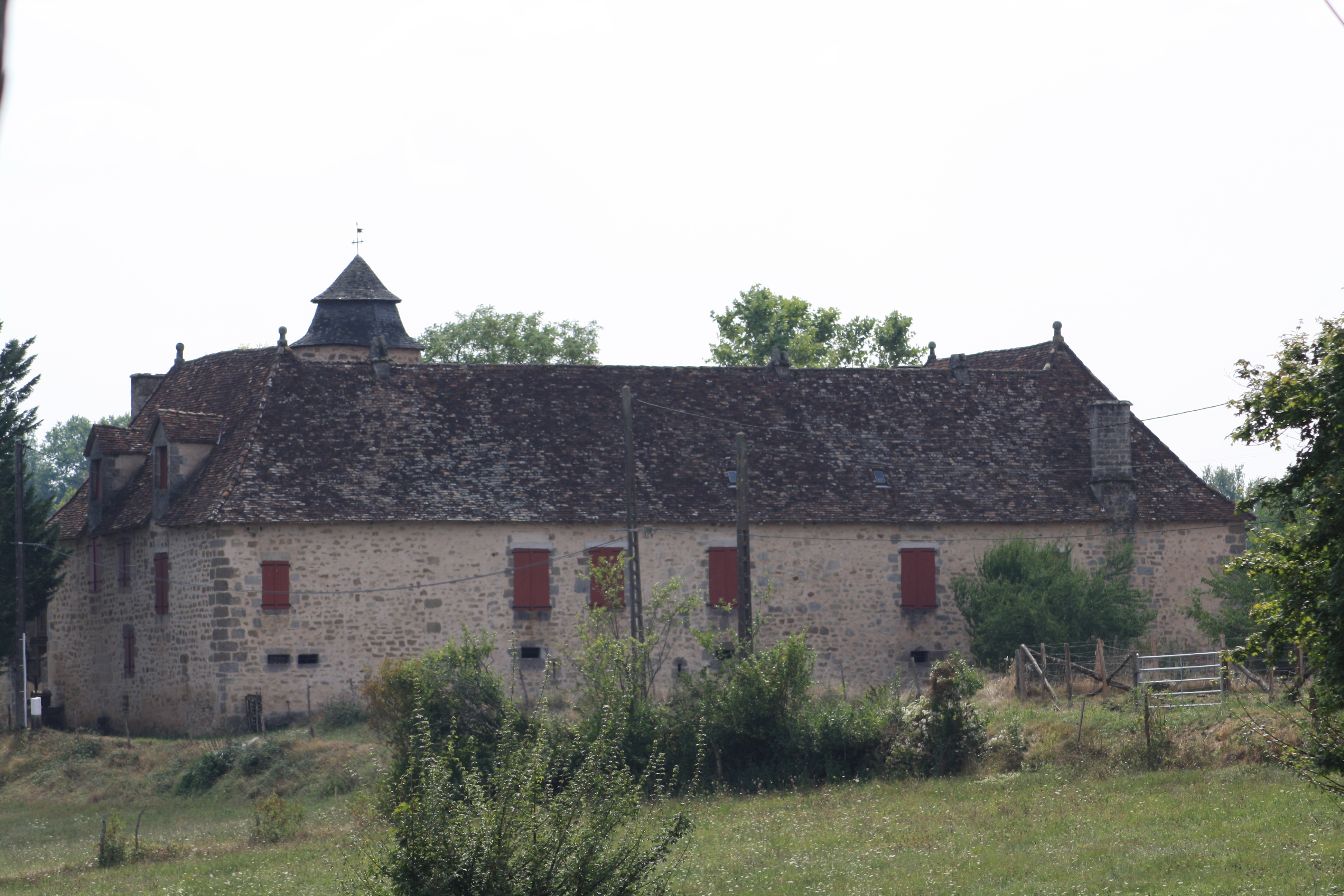
Усадьба Баттю
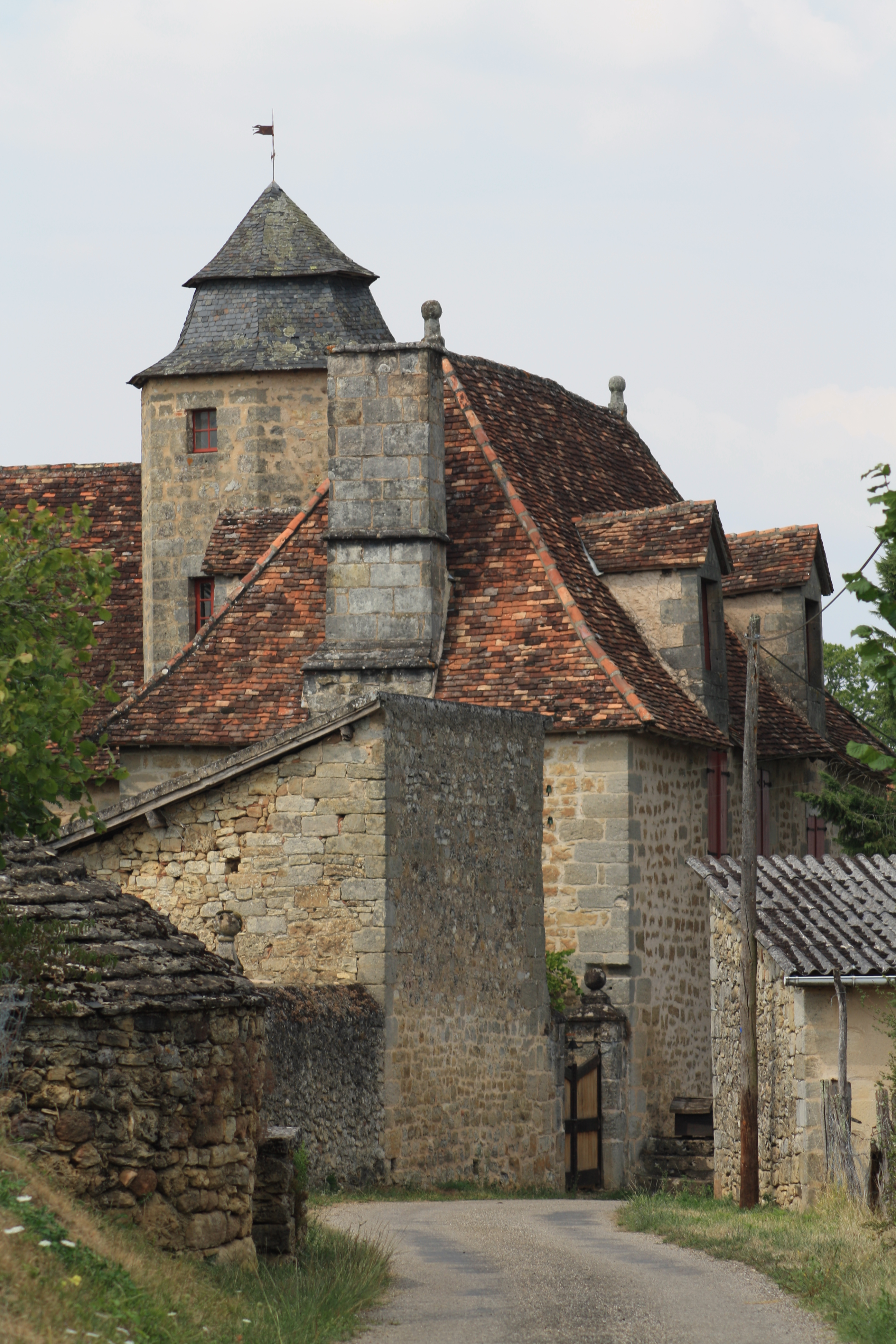
Усадьба Баттю
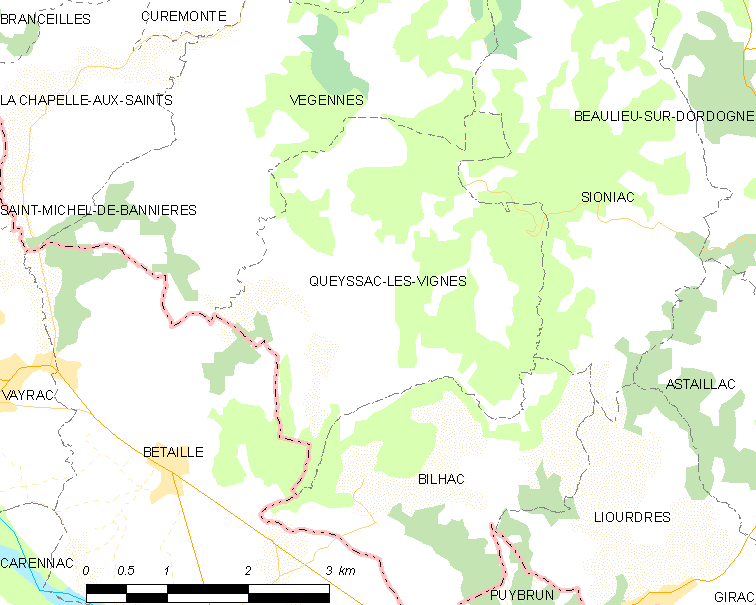
Карта коммуны